# Ивановка (Антрацитовский район)
Ива́новка (укр. Іванівка) — посёлок в Антрацитовском районе Луганской области.
Центр Ивановского поссовета, в который входят также посёлки Ковыльное и Степовое.

## Географическое положение
Посёлок расположен на реке Ольховке (бассейн Северского Донца), у её истока. Рядом расположена самая высокая точка (367,1 м над у.м.) Донбасса и левобережной Украины, Могила мечетная (курган насыпанный предположительно 2000 лет до н. э.).
Соседние населённые пункты: город Петровское на северо-западе, посёлки Степовое на севере, Малониколаевка (ниже по течению Ольховой) на северо-востоке, посёлок Орловское и село Червоная Поляна на востоке, посёлки Лесное, Курган и Христофоровка на юго-востоке, город Красный Луч и посёлки Краснолучский на юге, Софиевский, Хрустальный и город Вахрушево на юго-западе, посёлки Тамара и Грушёвое на западе.

## История
Селение Ивановка (Ивановское) было основано основан отставным полковником гусарского полка Иваном Петровичем Штеричем, входило в состав Славяносербского уезда Екатеринославской губернии.
В январе 1989 года численность населения составляла 9982 человека.
На 1 января 2013 года численность населения составляла 7274 человека.
С весны 2014 года — в составе Луганской Народной Республики.

## Транспорт
Железнодорожная станция Штеровка (на линии Чернухино — Должанская).

## Местный совет
94643, Луганская обл., Антрацитовский р-н, пгт. Ивановка, ул. Октябрьская, 23

## Достопримечательности
- В посёлке, на центральной улице, недалеко от посёлковой администрации, расположены братские могилы советских воинов и партизан. В них захоронены воины советской армии, освобождавшие посёлок, а также партизаны Ивановского партизанского отряда, действовавшего в тылу врага в период оккупации. Памятник находится в хорошем состоянии.[7]
- Вблизи посёлка есть источники минеральной воды.[8]

## Известные уроженцы
- Вахлаев, Александр Алексеевич — Герой Советского Союза.